# Nádia Maria
Leda Soares Gama, conhecida artisticamente como Nádia Maria (Recife, 17 de outubro de 1931 — Petrópolis, 16 de fevereiro de 2000) foi uma comediante brasileira.
Participou de vários filmes brasileiros, como O Primo do Cangaceiro (1955), É a Maior (1958) e Virou Bagunça (1960).
Na televisão, fez programas humorísticos como Balança mas Não Cai e a Escolinha do Professor Raimundo, imitando personalidades como Zélia Cardoso de Mello, Marta Suplicy, Dorothéa Werneck e Maria da Conceição Tavares, sempre repetindo nas caracterizações sua conhecida e cômica gargalhada estridente.
Devido a um câncer no cérebro, afastou-se da carreira artística. Nádia morreu em 16 de fevereiro de 2000, em Itaipava, distrito da cidade de Petrópolis, na região serrana do Rio, aos 68 anos. Seu corpo foi sepultado no Cemitério de São Francisco Xavier, no bairro do Caju, zona norte da capital fluminense.

## Trabalhos na TV
- 1973 - Chico City - Amaralina (em paródia a Elba Ramalho)/ Diversos personagens.
- 1981 - Reapertura -Sistema Brasileiro de Televisão
- 1990 - Escolinha do Professor Raimundo - Célia Caridosa de Mello (em paródia a Zélia Cardoso de Mello)/ Maria Bonita.
- 1992 - Escolinha do Professor Raimundo - Márcia Suplício (em Paródia a Marta Suplicy).
- 1992 - Escolinha do Professor Raimundo - Doroféia Ienéck (em Paródia a Dorothea Werneck).
- 1993 - Escolinha do Professor Raimundo - Maria da Recessão Colares (em Paródia a Maria da Conceição Tavares).
- 1994/1995 - Escolinha do Professor Raimundo - Dona Célia Caridosa de Mello.
- 1995 - Escolinha do Professor Raimundo - Lutia Carabina (em paródia a Luiza Erundina).
- 1996 - Chico Total - Maria da Recessão Colares

## Trabalhos no Cinema
- O Primo do Cangaceiro, (1955), de Mário Brasini,
- É a Maior, (1958), de Carlos Manga,
- Virou Bagunça',' (1960), de Watson Macedo,
- Missão: Matar, (1972), de Alberto Pieralise,
- Amor e traição, (1979), de Pedro Camargo - voz[3]